# 暫態
暫態（Transient state）是指一段短暫時間。譬如震盪器受到暫時地擾動而遭到抑制後，得花費點時間才能回復到平衡狀態。或是系統變數受到永久性的改變而達到新的平衡。這段處於平衡狀態之間的短暫時間就稱為「暫態時間」。

## 聲學、聽覺
在聲學或是信號處理領域，暫態訊號是指介於穩定訊號之間的短暫訊號。而此訊號是音樂或是語音的非和諧的突波。而暫態訊號通常和初始的訊號沒有直接關聯。

## 化學工程
當化學程序中加入一試劑時，其濃度、溫度、化學組成及反應速率都會隨時間變化，這稱為暫態，最後會達到一個穩定的狀態。

## 電機工程
若一個電路中有電容器或電感器，在開關打開或關閉時，其電壓或電流會有明顯的變化，這稱為暫態。一段時間後系統會達到另一個穩態。